# 1974年ブラジルグランプリ
1974年ブラジルグランプリ (英: 1974 Brazilian Grand Prix、正式名称: III Grande Prêmio do Brasil) は、1974年のF1世界選手権第2戦として、1974年1月27日にインテルラゴス・サーキットで開催された。

## 概要
レースは32周で行われ、ポールポジションからスタートしたマクラーレンのエマーソン・フィッティパルディが優勝した。フェラーリのクレイ・レガツォーニが2位、ロータスのジャッキー・イクスが3位となった。

## エントリー
エンサインはリッキー・フォン・オペルがチームを離脱し、ドライバーが不在となったため欠場した。

### エントリーリスト
| チーム                                             | No. | ドライバー                     | コンストラクター | シャシー | エンジン                         | タイヤ |
| -------------------------------------------------- | --- | ------------------------------ | ---------------- | -------- | -------------------------------- | ------ |
| ジョン・プレイヤー・チーム・ロータス               | 1   | ロニー・ピーターソン           | ロータス         | 72E      | フォード・コスワース DFV 3.0L V8 | G      |
| ジョン・プレイヤー・チーム・ロータス               | 2   | ジャッキー・イクス             | ロータス         | 72E      | フォード・コスワース DFV 3.0L V8 | G      |
| エルフ・チーム・ティレル                           | 3   | ジョディー・シェクター         | ティレル         | 006      | フォード・コスワース DFV 3.0L V8 | G      |
| エルフ・チーム・ティレル                           | 4   | パトリック・デパイユ           | ティレル         | 005      | フォード・コスワース DFV 3.0L V8 | G      |
| マールボロ・チーム・テキサコ                       | 5   | エマーソン・フィッティパルディ | マクラーレン     | M23      | フォード・コスワース DFV 3.0L V8 | G      |
| マールボロ・チーム・テキサコ                       | 6   | デニス・ハルム                 | マクラーレン     | M23      | フォード・コスワース DFV 3.0L V8 | G      |
| ヤードレー・チーム・マクラーレン                   | 33  | マイク・ヘイルウッド           | マクラーレン     | M23      | フォード・コスワース DFV 3.0L V8 | G      |
| モーターレーシング・ディベロップメンツ・リミテッド | 7   | カルロス・ロイテマン           | ブラバム         | BT44     | フォード・コスワース DFV 3.0L V8 | G      |
| モーターレーシング・ディベロップメンツ・リミテッド | 8   | リチャード・ロバーツ           | ブラバム         | BT44     | フォード・コスワース DFV 3.0L V8 | G      |
| マーチ・エンジニアリング                           | 9   | ハンス＝ヨアヒム・スタック     | マーチ           | 741      | フォード・コスワース DFV 3.0L V8 | G      |
| マーチ・エンジニアリング                           | 10  | ハウデン・ガンレイ             | マーチ           | 741      | フォード・コスワース DFV 3.0L V8 | G      |
| スクーデリア・フェラーリ SpA SEFAC                 | 11  | クレイ・レガツォーニ           | フェラーリ       | 312B3-74 | フェラーリ 001/11 3.0L F12       | G      |
| スクーデリア・フェラーリ SpA SEFAC                 | 12  | ニキ・ラウダ                   | フェラーリ       | 312B3-74 | フェラーリ 001/11 3.0L F12       | G      |
| チーム・モチュール・BRM                            | 14  | ジャン＝ピエール・ベルトワーズ | BRM              | P160E    | BRM P142 3.0L V12                | F      |
| チーム・モチュール・BRM                            | 15  | アンリ・ペスカロロ             | BRM              | P160E    | BRM P142 3.0L V12                | F      |
| チーム・モチュール・BRM                            | 37  | フランソワ・ミゴール           | BRM              | P160E    | BRM P142 3.0L V12                | F      |
| UOP・シャドウ・レーシングチーム                    | 16  | ピーター・レブソン             | シャドウ         | DN3      | フォード・コスワース DFV 3.0L V8 | G      |
| UOP・シャドウ・レーシングチーム                    | 17  | ジャン＝ピエール・ジャリエ     | シャドウ         | DN1      | フォード・コスワース DFV 3.0L V8 | G      |
| チーム・サーティース                               | 18  | カルロス・パーチェ             | サーティース     | TS16     | フォード・コスワース DFV 3.0L V8 | F      |
| チーム・サーティース                               | 19  | ヨッヘン・マス                 | サーティース     | TS16     | フォード・コスワース DFV 3.0L V8 | F      |
| フランク・ウィリアムズ・レーシングカーズ           | 20  | アルトゥーロ・メルツァリオ     | イソ・マールボロ | FW       | フォード・コスワース DFV 3.0L V8 | F      |
| チーム・エンサイン                                 | 22  | リッキー・フォン・オペル 1     | エンサイン       | N174     | フォード・コスワース DFV 3.0L V8 | F      |
| ヘスケス・レーシング                               | 24  | ジェームス・ハント             | マーチ           | 731      | フォード・コスワース DFV 3.0L V8 | F      |
| エンバシー・レーシング・ウィズ・グラハム・ヒル     | 26  | グラハム・ヒル                 | ローラ           | T370     | フォード・コスワース DFV 3.0L V8 | F      |
| エンバシー・レーシング・ウィズ・グラハム・ヒル     | 27  | ガイ・エドワーズ               | ローラ           | T370     | フォード・コスワース DFV 3.0L V8 | F      |
| ジョン・ゴールディ・レーシング・ウィズ・ヘキサゴン | 28  | ジョン・ワトソン               | ブラバム         | BT42     | フォード・コスワース DFV 3.0L V8 | F      |
| 出典:                                              |     |                                |                  |          |                                  |        |

追記
- ^1 - エンサインはフォン・オペルのチーム離脱により欠場[W 2]

## 予選
母国のヒーローであるエマーソン・フィッティパルディを応援するため、予選初日から12万人の大観衆がサーキットに集まった。
フィッティパルディが2番手のカルロス・ロイテマンに0.3秒の差を付けてポールポジションを獲得した。ニキ・ラウダが3番手で、フェラーリが無視できない勢力であることを確認できた。ラウダはロニー・ピーターソンとともに2列目、ジャッキー・イクスとピーター・レブソンが3列目に並ぶ。
前戦アルゼンチンGPで優勝したデニス・ハルムはフィッティパルディとともに母国グランプリとなるカルロス・パーチェをわずかに上回る11番手スタートとなり、ティレル勢はジョディー・シェクターが14番手、パトリック・デパイユが16番手と大きく遅れを取った。
本GPがマーチ・731を使用する最後のレースとなるヘスケスのジェームス・ハントは18番手、ブラバム・BT44を駆るリチャード・ロバーツは24番手と振るわず、ロバーツのタイムは旧型のBT42を使用するジョン・ワトソンより3秒遅かった。

### 予選結果
| 順位  | No. | ドライバー                     | コンストラクター          | タイム  | 差    | グリッド |
| ----- | --- | ------------------------------ | ------------------------- | ------- | ----- | -------- |
| 1     | 5   | エマーソン・フィッティパルディ | マクラーレン-フォード     | 2:32.97 | -     | 1        |
| 2     | 7   | カルロス・ロイテマン           | ブラバム-フォード         | 2:33.21 | +0.24 | 2        |
| 3     | 12  | ニキ・ラウダ                   | フェラーリ                | 2:33.77 | +0.80 | 3        |
| 4     | 1   | ロニー・ピーターソン           | ロータス-フォード         | 2:33.82 | +0.85 | 4        |
| 5     | 2   | ジャッキー・イクス             | ロータス-フォード         | 2:34.64 | +1.67 | 5        |
| 6     | 16  | ピーター・レブソン             | シャドウ-フォード         | 2:34.66 | +1.69 | 6        |
| 7     | 33  | マイク・ヘイルウッド           | マクラーレン-フォード     | 2:34.95 | +1.98 | 7        |
| 8     | 11  | クレイ・レガツォーニ           | フェラーリ                | 2:35.05 | +2.08 | 8        |
| 9     | 20  | アルトゥーロ・メルツァリオ     | イソ・マールボロ-フォード | 2:35.15 | +2.18 | 9        |
| 10    | 19  | ヨッヘン・マス                 | サーティース-フォード     | 2:35.43 | +2.46 | 10       |
| 11    | 6   | デニス・ハルム                 | マクラーレン-フォード     | 2:35.54 | +2.57 | 11       |
| 12    | 18  | カルロス・パーチェ             | サーティース-フォード     | 2:35.63 | +2.66 | 12       |
| 13    | 9   | ハンス＝ヨアヒム・スタック     | マーチ-フォード           | 2:35.64 | +2.67 | 13       |
| 14    | 3   | ジョディー・シェクター         | ティレル-フォード         | 2:35.78 | +2.81 | 14       |
| 15    | 28  | ジョン・ワトソン               | ブラバム-フォード         | 2:36.06 | +3.09 | 15       |
| 16    | 4   | パトリック・デパイユ           | ティレル-フォード         | 2:36.21 | +3.24 | 16       |
| 17    | 14  | ジャン＝ピエール・ベルトワーズ | BRM                       | 2:36.49 | +3.52 | 17       |
| 18    | 24  | ジェームス・ハント             | マーチ-フォード           | 2:37.24 | +4.27 | 18       |
| 19    | 17  | ジャン＝ピエール・ジャリエ     | シャドウ-フォード         | 2:37.63 | +4.66 | 19       |
| 20    | 10  | ハウデン・ガンレイ             | マーチ-フォード           | 2:37.65 | +4.68 | 20       |
| 21    | 26  | グラハム・ヒル                 | ローラ-フォード           | 2:38.62 | +5.65 | 21       |
| 22    | 15  | アンリ・ペスカロロ             | BRM                       | 2:38.80 | +5.83 | 22       |
| 23    | 37  | フランソワ・ミゴール           | BRM                       | 2:39.20 | +6.23 | 23       |
| 24    | 8   | リチャード・ロバーツ           | ブラバム-フォード         | 2:39.85 | +6.88 | 24       |
| 25    | 27  | ガイ・エドワーズ               | ローラ-フォード           | 2:42.15 | +9.18 | 25       |
| 出典: |     |                                |                           |         |       |          |

## 決勝
（特記のない出典: ）
決勝もエマーソン・フィッティパルディを応援するために13万人の大観衆が集まった。
コース上にばら撒かれたガラス片の清掃とアルトゥーロ・メルツァリオのエンジン交換により、レース開始を当初の11時30分から12時25分に遅らせた。メルツァリオのエンジンはわずか1時間20分で交換を終え、全車ダミーグリッドに着いた。
スタートでカルロス・ロイテマンとロニー・ピーターソンがフィッティパルディの前に出た。クレイ・レガツォーニ、ジャッキー・イクス、ピーター・レブソンが先頭集団に迫る一方、ニキ・ラウダはエンジンの問題により8位に後退した。エンジンを交換したメルツァリオは混合比の調整で出遅れ、ほぼ1周遅れでスタートラインを超えた。
ロイテマンはアンダーステアに苦しみ、4周目にピーターソンとフィッティパルディに抜かれて3位に後退し、11周目には5位まで順位を落としていった。
前年はロータスでチームメイトだったピーターソンとフィッティパルディが激しい攻防を繰り広げつつ3位以下を大きく引き離していくが、ピーターソンは右コーナーでマシンがふらつくようになり、16周目にメルツァリオを周回遅れにした直後にフィッティパルディがピーターソンを抜いて首位に立った。さらにピーターソンの左リアタイヤにガラス片が突き刺さりパンクしてしまい、ピットインを強いられた。これでフィッティパルディは地元ファンの大声援を受けながら独走態勢に入った。
31周目に突如大雨が降り出してコースが川のようになり、主催者はレースの打ち切りを決めた。フィッティパルディと2位のクレイ・レガツォーニが32周目に入り、3位のイクスがフィニッシュラインを超える前にチェッカーフラッグが振られ、レースは打ち切られた。このため、実際にはフィッティパルディ、レガツォーニと同一周回であるイクスから13位のジョディー・シェクターまでの各車は「1周遅れ」となっている。
フィッティパルディは2年連続でブラジルGPを制し、マクラーレン移籍後初勝利を挙げた。2位レガツォーニと3位イクスが表彰台を獲得した。フィッティパルディ同様母国グランプリとなったカルロス・パーチェが4位、マイク・ヘイルウッドが5位、ピーターソンが6位に入賞した。

### レース結果
| 順位  | No. | ドライバー                     | コンストラクター          | 周回数 | タイム/リタイア原因 | グリッド | ポイント |
| ----- | --- | ------------------------------ | ------------------------- | ------ | ------------------- | -------- | -------- |
| 1     | 5   | エマーソン・フィッティパルディ | マクラーレン-フォード     | 32     | 1:24:37.06          | 1        | 9        |
| 2     | 11  | クレイ・レガツォーニ           | フェラーリ                | 32     | +13.57              | 8        | 6        |
| 3     | 2   | ジャッキー・イクス             | ロータス-フォード         | 31     | +1 Lap              | 5        | 4        |
| 4     | 18  | カルロス・パーチェ             | サーティース-フォード     | 31     | +1 Lap              | 12       | 3        |
| 5     | 33  | マイク・ヘイルウッド           | マクラーレン-フォード     | 31     | +1 Lap              | 7        | 2        |
| 6     | 1   | ロニー・ピーターソン           | ロータス-フォード         | 31     | +1 Lap              | 4        | 1        |
| 7     | 7   | カルロス・ロイテマン           | ブラバム-フォード         | 31     | +1 Lap              | 2        |          |
| 8     | 4   | パトリック・デパイユ           | ティレル-フォード         | 31     | +1 Lap              | 16       |          |
| 9     | 24  | ジェームス・ハント             | マーチ-フォード           | 31     | +1 Lap              | 18       |          |
| 10    | 14  | ジャン＝ピエール・ベルトワーズ | BRM                       | 31     | +1 Lap              | 17       |          |
| 11    | 26  | グラハム・ヒル                 | ローラ-フォード           | 31     | +1 Lap              | 21       |          |
| 12    | 6   | デニス・ハルム                 | マクラーレン-フォード     | 31     | +1 Lap              | 11       |          |
| 13    | 3   | ジョディー・シェクター         | ティレル-フォード         | 31     | +1 Lap              | 14       |          |
| 14    | 15  | アンリ・ペスカロロ             | BRM                       | 30     | +2 Laps             | 22       |          |
| 15    | 8   | リチャード・ロバーツ           | ブラバム-フォード         | 30     | +2 Laps             | 24       |          |
| 16    | 37  | フランソワ・ミゴール           | BRM                       | 30     | +2 Laps             | 23       |          |
| 17    | 19  | ヨッヘン・マス                 | サーティース-フォード     | 30     | +2 Laps             | 10       |          |
| Ret   | 28  | ジョン・ワトソン               | ブラバム-フォード         | 27     | クラッチ            | 15       |          |
| Ret   | 9   | ハンス＝ヨアヒム・スタック     | マーチ-フォード           | 24     | トランスミッション  | 13       |          |
| Ret   | 17  | ジャン＝ピエール・ジャリエ     | シャドウ-フォード         | 21     | ブレーキ            | 19       |          |
| Ret   | 20  | アルトゥーロ・メルツァリオ     | イソ・マールボロ-フォード | 20     | スロットル          | 9        |          |
| Ret   | 16  | ピーター・レブソン             | シャドウ-フォード         | 10     | オーバーヒート      | 6        |          |
| Ret   | 10  | ハウデン・ガンレイ             | マーチ-フォード           | 8      | イグニッション      | 20       |          |
| Ret   | 12  | ニキ・ラウダ                   | フェラーリ                | 2      | エンジン            | 3        |          |
| Ret   | 27  | ガイ・エドワーズ               | ローラ-フォード           | 2      | シャシー            | 25       |          |
| 出典: |     |                                |                           |        |                     |          |          |

優勝者エマーソン・フィッティパルディの平均速度
180.615 km/h (112.229 mph)
ファステストラップ
- クレイ・レガツォーニ - 2:36.05（26周目）

ラップリーダー
太字は最多ラップリーダー
- カルロス・ロイテマン - 3周 (1-3)
- ロニー・ピーターソン - 12周 (4-15)
- エマーソン・フィッティパルディ - 17周 (16-32)

達成された主な記録
- ドライバー
  - 通算10勝目: エマーソン・フィッティパルディ
  - 最終出走: ピーター・レブソン[W 10]
- コンストラクター
  - 通算10勝目: マクラーレン
  - 60回目のファステストラップ: フェラーリ

## 第2戦終了時点のランキング
|       | 順位 | ドライバー                     | ポイント |
| ----- | ---- | ------------------------------ | -------- |
| 2     | 1    | クレイ・レガツォーニ           | 10       |
| 8     | 2    | エマーソン・フィッティパルディ | 9        |
| 2     | 3    | デニス・ハルム                 | 9        |
| 2     | 4    | ニキ・ラウダ                   | 6        |
| 1     | 5    | マイク・ヘイルウッド           | 5        |
| 出典: |      |                                |          |

|       | 順位 | コンストラクター      | ポイント |
| ----- | ---- | --------------------- | -------- |
|       | 1    | マクラーレン-フォード | 18       |
|       | 2    | フェラーリ            | 12       |
| 5     | 3    | ロータス-フォード     | 4        |
| 5     | 4    | サーティース-フォード | 3        |
| 2     | 5    | BRM                   | 2        |
| 出典: |      |                       |          |

- 注: トップ5のみ表示。有効ポイントは前半8戦のうちベスト7戦と後半7戦のうちベスト6戦の合計。

## レース後
本GPの翌週2月3日、ブラジルの首都ブラジリアに作られたばかりのブラジリア・サーキットで非選手権レースのプレジデンテ・メディチ・グランプリが開催され、エマーソン・フィッティパルディが2週連続で母国レースを制した。
シャドウのピーター・レブソンは次戦南アフリカGPの開催を前にした3月22日にキャラミでテスト中、足回りの破損によりガードレールにクラッシュして亡くなった。これによりレブソンは本GPが最後の出走となった。